# Kleine Vils
Kleine Vils este o arie protejată (arie specială de conservare — SAC, sit de importanță comunitară — SCI) din Germania întinsă pe o suprafață de 35,28 ha, integral pe uscat.

## Localizare
Centrul sitului Kleine Vils este situat la coordonatele 48°28′24″N 12°15′43″E / 48.4733°N 12.2619°E.

## Înființare
Situl Kleine Vils a fost declarat sit de importanță comunitară în noiembrie 2004 pentru a proteja 3 specii de animale. Situl a fost protejat și ca arie specială de conservare în aprilie 2016.

## Biodiversitate
Situată în ecoregiunea continentală, aria protejată conține 3 habitate naturale: Cursuri de apă de la nivel de câmpie la nivel montan, cu vegetație Ranunculion fluitantis și Callitricho-Batrachion, Liziere de ierburi înalte hidrofile de câmpie și de nivel montan până la alpin, Păduri aluvionare cu Alnus glutinosa și Fraxinus excelsior (Alno-Padion, Alnion incanae, Salicion albae).
La baza desemnării sitului se află mai multe specii protejate:
- nevertebrate (2): phengaris nausithous (Maculinea nausithous), Unio crassus
- pești (1): boarță (Rhodeus amarus)